# Cầu cơ giới tự hành bọc thép
Cầu cơ giới quân sự (cầu đi cùng hay cầu cứng quân sự), cầu quân sự chế sẵn đặt trên các xe cơ sở bánh lốp hoặc bánh xích, có các thiết bị tự động bắc và dỡ cầu để lắp đặt cầu tạm bảo đảm cho các lực lượng cơ động vượt qua chướng ngại vật. Cầu cơ giới quân sự có độ rộng hạn chế, tính cơ động cao, tốc độ lao lắp và tháo dỡ nhanh; được trang bị trực tiếp cho các đơn vị công binh trực thuộc các binh đoàn, quân đoàn, binh chủng hợp thành, thường đi cùng trong đội hình bộ binh cơ giới, xe tăng, pháo binh… Cầu cơ giới quân sự còn được gọi “cầu cứng” quân sự.

## Phân loại
- Cầu cơ giới quân sự xung kíchː Cầu dùng để bảo đảm cho lực lượng tác chiến phía trước, như: MTU-72, MTU-90 (Liên Xô); M48-219, M60 (Mỹ); Biber 15 (Anh)...
- Cầu đi cùng là bộ cầu dùng để bảo đảm cơ động cho lực lượng tác chiến như: TMM-3, TMM-6 của Liên Xô; BR-90 của Anh....

## Lịch sử
Năm 1939, Hồng quân Liên Xô thiết kế cầu cơ giới quân sự RMM-4 đầu tiên, cuối năm 1944 sản xuất và đưa vào sử dụng, năm 1960 cầu RMM-4 ngừng sản xuất.
Trong Chiến tranh thế giới thứ 2, Mỹ đã chế tạo cầu Bailey có cấu trúc kiểu gần giống cầu RMM-4. Năm 1994, cầu cơ giới quân sự RDB bắt đầu được thiết kế với sức nâng tới 70 tấn, thời gian triển khai nhanh. Sau đó, Mỹ tập trung nghiên cứu cầu cơ giới quân sự hạng nặng như cầu xung kích hạng nặng (Heavy Assault Bridge). 

## Cấu tạo
Cầu cơ giới quân sự có kết cấu cầu dạng dầm giàn, khung dạng không gian hoặc hộp kín chịu lực, vật liệu chế tạo bằng thép hay hợp kim nhôm; cấu tạo cầu thường có 2 vệt xe chạy; lao lắp cầu tự động bằng các thiết bị cơ khí và hệ thống thủy lực của xe cơ sở. Xe chở bộ phận cầu có thể dùng làm trụ trung gian của cầu hoặc cắt bỏ sau khi lao lắp cầu xong. Xe cơ sở của bộ cầu thường cùng loại hoặc tương đương với loại xe của đơn vị cơ giới qua cầu; với các cầu có xe cơ sở là xe tăng, có loại còn được trang bị vũ khí trên xe để bảo vệ cầu; bảo vệ kíp xe chống được khí độc và nhiễm xạ, khi thao tác bắc cầu kíp xe không phải ra ngoài xe.

## Trên thế giới
Cầu cơ giới quân sự được sử dụng ở nhiều quốc gia với nhiều chủng loại phong phú như: xe tăng bắc cầu M60 AVLB được sử dụng tại Mỹ, Đức, Israel, Pakistan, Singapore, Tây Ban Nha, Đài Loan; xe tăng bắc cầu BR90 tại Ai Cập, Iran, Israel, Pakistan, Singapore, Tây Ban Nha... 
Ở Việt Nam, xe tăng bắc cầu MTU và MTU-20 được sử dụng trong kháng chiến chống Mỹ và bộ cầu cơ giới đi cùng TMM-3M hiện nay vẫn đang được sử dụng trong công tác huấn luyện, diễn tập…
Xu hướng nghiên cứu và sản xuất cấu cơ giới quân sự tập trung vào tăng tính năng cơ động, tăng tải trọng cầu và giảm khối lượng bộ cầu; thay thế vật liệu cầu bằng hợp kim nhôm, composite...